# Kościół św. Jana Chrzciciela w Pawłowie
Kościół Świętego Jana Chrzciciela – rzymskokatolicki kościół parafialny należący do dekanatu Siedliszcze archidiecezji lubelskiej.
Obecna świątynia, w stylu neogotyckim, została wzniesiona w latach 1908–1912. Zastąpiła ona małą, znajdującą się w złym stanie, starą budowlę. Starania o pozwolenie na budowę kościoła trwały już od początku XX wieku. Prace budowlane rozpoczęto jednak dopiero po ukazie tolerancyjnym z 1905 roku. Projekt świątyni wykonał zapewne warszawski architekt Stefan Szyller. Ze względu jednak na wysokie koszty projektu, plany zostały zmienione. Nowy projekt wykonał prawdopodobnie Stanisław Józef Dieh (vel Dil), architekt powiatu chełmskiego.
Do wybuchu I wojny światowej trwało wyposażanie świątyni w neogotyckie ołtarze (ołtarz główny został wykonany w warsztacie T. Turowicza w Chełmie), konfesjonały, ambonę, ławki. W czasie wojny budowla została znacznie uszkodzona (m.in. zawaliła się wieża), zniszczenia wkrótce zostały naprawione. W czasie II wojny światowej kościół nie został uszkodzony.
Jest to budowla orientowana, murowana, wzniesiona z czerwonej cegły, na zewnątrz jest otynkowana tylko w polach dekoracyjnych blend i fryzów. Kościół składa się z: wysokiej wieży frontowej z dostawionymi do jej boków kruchtami, jednonawowego i czteroprzęsłowego korpusu na planie wydłużonego prostokąta, szerokiego transeptu (znajdującego się między trzecim a czwartym od frontu przęsłem korpusu) z ryzalitami w ścianach szczytowych, prostokątnego i zakończone czworoboczną absydą prezbiterium z zakrystią od strony północnej oraz skarbczykiem od strony południowej. Świątynia jest oskarpowana, przypory są smukłe, uskokowe, tylko przy skarbczyku i zakrystii są przysadziste i nie posiadają uskoków.
Wyposażenie wewnętrzne kościoła reprezentuje głównie styl neogotycki. W ołtarzu bocznym jest umieszczony obraz Matki Bożej z Dzieciątkiem (pochodzący zapewne z XVII wieku), przeniesiony z rozebranej cerkwi greckokatolickiej, restaurowany i przemalowany w Moskwie w 1895 roku, znajdujący się w sukience metalowej z tego samego okresu. W nowszym feretronie są umieszczone późnobarokowe obrazy Matki Bożej Szkaplerznej i św. Jana Chrzciciela. Z zabytkowego wyposażenia można jeszcze wyróżnić m.in.: późnobarokowy obraz Matki Bożej Różańcowej ze św. Dominikiem i św. Jackiem Odrowążem, późnobarokowe, pochodzące ze starej świątyni rzeźby św. Marii Magdaleny i św. Antoniego Padewskiego, krucyfiks w stylu rokokowym (pochodzący zapewne z XVIII wieku) i drugi, w stylu barokowo-ludowym, rokokowy relikwiarzyk, elementy dwóch pacyfikałów unickich, ornat w stylu późnobarokowym.